# Chromatomyia suikazurae
Chromatomyia suikazurae är en tvåvingeart som beskrevs av Mitsuhiro Sasakawa 1993. Chromatomyia suikazurae ingår i släktet Chromatomyia och familjen minerarflugor. Inga underarter finns listade i Catalogue of Life.